# Wea kaptensgård
Wea kaptensgård är en kaptensgård i Släps socken, Kungsbacka kommun. Gården uppfördes år 1836, med de äldsta delarna från andra hälften av 1700-talet, och blev byggnadsminne den 20 december 1979. Fastighetsbeteckningen är Ekenäs 5:18. 

## Historia
Gårdens äldsta delar kan dateras till andra hälften av 1700-talet. I ägarlängden från slutet av 1500-talet och framåt återfinns bland annat drottning Kristinas hovskräddare Claude Roquette Hägerstierna, superkargören vid Ostindiska kompaniet Henrik König, kofferdikapten Jöns Lorentzon, Kronan, lantbrukare, en sjöman och en skräddarmästare. I slutet av 1960-talet och början av 1970-talet ägdes fastigheten av en byggnadsfirma och stod öde under ett tiotal år. Byggnadsnämnden begärde hos länsstyrelsen att byggnaderna skulle rivas och byggnadsfirman övervägde att låta brandkåren bränna ner dem. En kulturhistoriskt intresserad privatperson lämnade under tiden in en begäran om byggnadsminnesförklaring och förvärvade Wea av byggnadsfirman, varefter mangårdsbyggnaden renoverades pietetsfullt åren 1978–1979. Efter ägarbyte år 2005 genomfördes en genomgripande renovering i samråd med antikvarier.
I slutet av 1700-talet och början av 1800-talet förekom brännvinstillverkning i stor skala på Wea.

## Beskrivning
Wea kaptensgård omfattar tre byggnader – en mangårdsbyggnad, en drängstuga och brygghus, samt en byggnad med magasin, vedbod, hönshus och pigkammare. Mangårdsbyggnaden är en tvåvåningsbyggnad med gråstensgrund. Den är uppförd i liggande timmer och klädd med locklistpanel. En yttertrappa av kalksten, försedd med järnstaket med pinjekottar, leder upp till huvudentrén. År 1836 uppfördes byggnadens andra våning. I bottenvåningen finns en kakelugn, som är dekorerad med barockstjärnor och enligt traditionen är tillverkad i Falkenberg.
Magasinsbyggnaden uppfördes åren 1790–1809 och drängstugan uppfördes år 1854.